# Great Smoky Mountains nationalpark

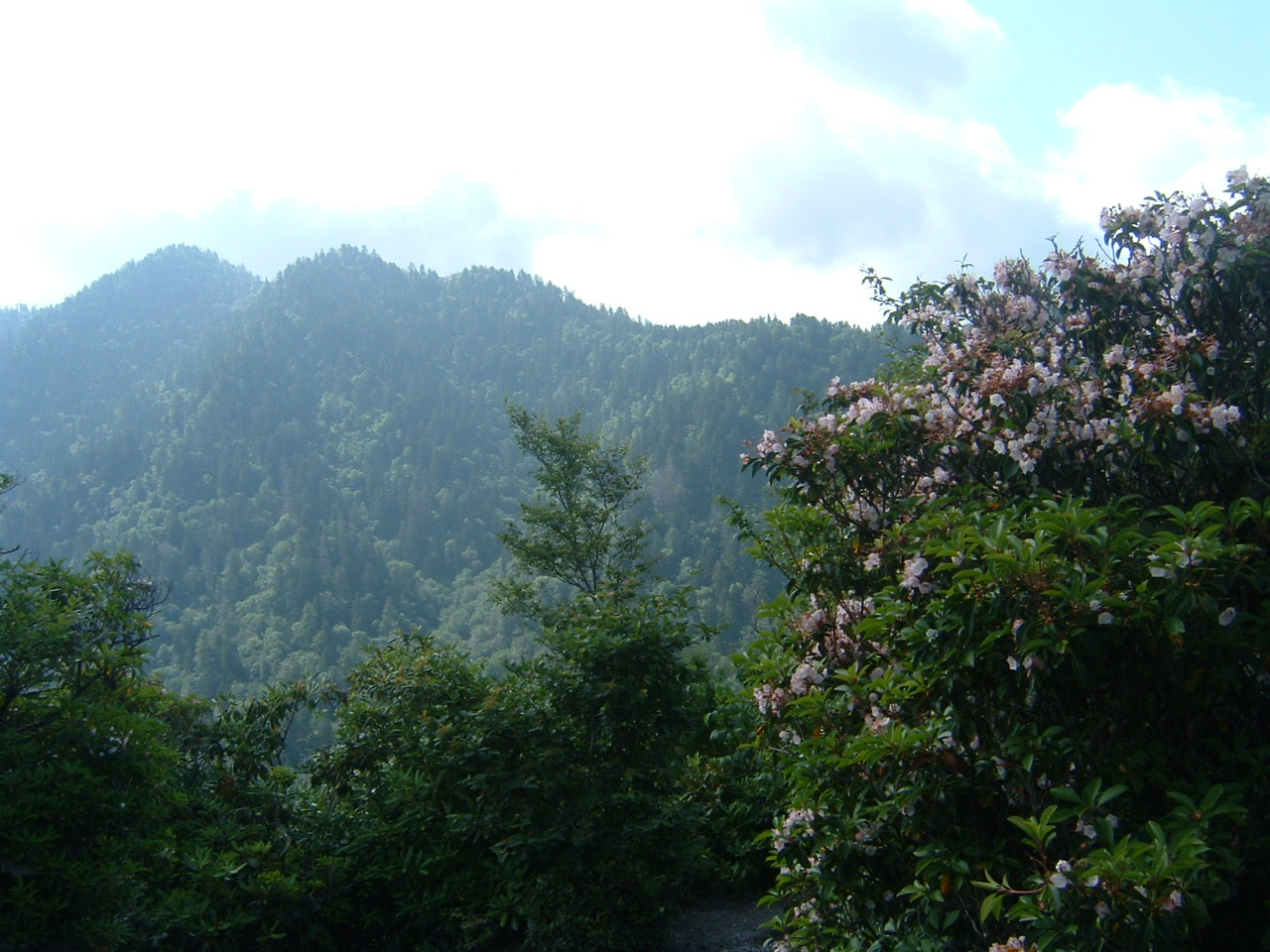
Utsikt över Great Smoky Mountains.

Great Smoky Mountains nationalpark är en amerikansk nationalpark som går längs Appalachernas bergsrygg. 
Gränsen mellan Tennessee i väster och North Carolina i öster går från nordost till sydväst rakt genom parkens mitt. På dess väg från Maine till Georgia, passerar även Appalacherleden genom parkens mitt. Parken grundades 1934 och omfattar 2 108 km², vilket gör den till det största skyddade området i östra USA.

## Naturen
Parken ligger på en höjd av 250 till 2 000 meter över havet. Dess största topp är Clingmans Dome med en höjd av 2 025 meter. 27 andra berg når en höjd högre än 1829 meter (6000 fot).
Den stora skillnaden i höjd avspeglar latitudskillnaderna som går genom hela östra USA. Växter och djur som är vanliga i nordöst har passande ekologiska nischer i parkens högre områden, medan sydligare arter finns i de lägre områdena. Under den senaste istiden tillät den nordöst-till-sydvästliga sträckningen av Appalacherna olika arter att flytta söderut längs sluttningarna snarare än att bergskedjan var en barriär. När klimatet nu blir allt varmare börjar många nordliga arter växa allt högre och allt längre norrut, medan sydligare arter breder ut sig.
Parken har normalt en mycket hög luftfuktighet och nederbörden uppgår till från 1 400 mm per år i dalgångarna till 2 200 mm på topparna. Detta är mer årlig nederbörd än någon annanstans i USA utanför nordvästra Stillahavsområdet och delar av Alaska. Parken är till 95% klädd med skog, av vilket nära en fjärdedel är urskog där många träd är från den tid då de första européerna slog sig ner i området. Sammantaget är det ett av de största områdena med tempererad urskog med lövträd i hela Nordamerika.
Variationen i höjd, den rika nederbörden och närvaron av urskog ger parken en ovanligt stor artrikedom. Omkring 10 000 växt- och djurarter vet man finns i parken. Därtill uppskattas uppemot 90 000 andra arter leva här. Det finns fler trädarter i parken än det finns i hela Europa. Parken har en noterbar svartbjörnspopulation, vilken beräknas bestå av minst 1 500 individer. De lägre skogsområdena består i huvudsak av lövträd. På högre höjd tvingas lövskogen stå tillbaka för barrträd som exempelvis tall.
Den höga luftfuktigheten gör att det blir ett blåskimrande dis över bergstopparna och det har gett nationalparken dess namn.

## Besöksmål
Great Smoky Mountains nationalpark är en mycket stor turistdestination i regionen. 2003 hade parken mer än 9 miljoner besökare vilket är dubbelt så många som någon annan nationalpark. De omgivande samhällena, särskilt Gatlinburg, Pigeon Forge, Sevierville och Townsend, alla i Tennessee, samt Bryson City i North Carolina, har en stor del av sin inkomst från turismen associerad med parken. Väg 441 går tvärs igenom parken, vilket gör den lätt att nå med bil.
Två stora besökscentra inne i parken finns. Det är Sugarlands besökscenter nära ingången vid Gatlinburg och Oconluftee besökscenter nära Cherokee vid parkens södra ingång. Dessa parkvaktsstationer har utställningar om vildmarken, geologin och parkens historia. De säljer även böcker, kartor och souvenirer.
Parken har flera historiska besöksmål. Den största av dessa är Cades Cove, en dal med ett antal bevarade historiska byggnader, bland annat timmerstugor, ladugårdar och kyrkor. Självguidade turer med bil och cykel kopplar ihop dessa strukturer med den gamla tidens levnadssätt i södra Appalacherna.
Utöver Appalacherleden finns ett antal leder och grusvägar i parken att vandra på. Leden Alum Cave Bluffs erbjuder spektakulära utsiktsplatser och är en av vandringslederna till Mount Le Conte, det tredje högsta berget i parken. Vid toppen av Mount Le Conte ligger Le Conte Lodge, där det finns stugor och rum att hyra och kan endast nås av vandrare. En annan populär bergsled är Chimney Tops. Berget som den 6 km långa leden går till har två nära vertikala bergstoppar. Laurel Falls är en lätt, belagd led till ett 24 meter högt vattenfall. Med ett giltigt tillstånd är backpacking och camping möjligt.

## Historik
Före européernas ankomst var regionen en del av Cherokeeindianernas land. Vita nybyggare slog sig ner i landet på 1700-talet och i början av 1800-talet. 1830 signerade president Andrew Jackson Indian Removal Act, som tvingade alla indianstammar öster om Mississippifloden att flytta till vad som idag är Oklahoma. Många av Cherokeeindianerna lämnade området, men andra gömde sig i området som idag är nationalparken. Några av deras ättlingar bor idag i Queallareservatet söder om parken.
När vita bosättare slog sig ner här, blev skogsindustrin dominerande i bergen. Kalhyggena blev allt fler och förstörde områdets skönhet vilket fick besökare och lokalinvånare att gå samman för att få ihop pengar till skydd för skogen. Amerikanska National Park Service ville ha en park i östra USA, men ville inte lägga ut några större summor för att grunda en. Trots kongressens beslut att skapa parken 1926, fanns det inte ens ett litet federalt ägt landområde som skulle kunna lägga grunden för nationalparken. John D. Rockefeller Jr. skänkte 5 miljoner dollar, amerikanska regeringen lade till 2 miljoner dollar och folk i Tennessee och North Carolina började jobba för att köpa in landet för nationalparken, bit för bit. Parken grundades officiellt 15 juni 1934. Under den stora depressionen byggdes vandringsleder, vakttorn och annan infrastruktur för att bättra på parken. Arbetet gjordes av Civilian Conservation Corps, Works Progress Administration och andra federala organisationer.
Parken blev ett biosfärområde 1976 och fick världsarvsstatus 1983.